# Echipa națională de fotbal a Bosniei-Herțegovina
Echipa națională de fotbal a Bosniei-Herțegovina reprezintă  Bosnia și Herțegovina în competițiile internaționale de fotbal. Este condusă de Asociația de Fotbal a Bosniei-Herțegovina. Au jucat primul meci internațional cu Iranul în 1993 după destrămarea Iugoslaviei. Înainte de destrămare jucătorii bosniaci jucau pentru Iugoslavia. Bosnia și Herțegovina s-a calificat la primul turneu major în anul 2013, acesta fiind chiar Campionatul Monidal 2014.

## Performanțe la Campionatul Mondial
| 1930 - 1994 | Nu a participat  | Nu a participat  | Nu a participat  | Nu a participat  | Nu a participat  | Nu a participat  | Nu a participat  | Nu a participat  | Nu a participat  | Nu a participat  |
| 1998 - 2010 | Nu s-a calificat | Nu s-a calificat | Nu s-a calificat | Nu s-a calificat | Nu s-a calificat | Nu s-a calificat | Nu s-a calificat | Nu s-a calificat | Nu s-a calificat | Nu s-a calificat |
| 2014        | Faza Grupelor    | 20               | 3                | 1                | 0                | 2                | 4                | 4                |                  |                  |
| Total       | 1/20             |                  | 3                | 1                | 0                | 2                | 4                | 4                |                  |                  |

## Antrenori
| Antrenor          | Perioada de timp | Locul din calificări                                       |
| ----------------- | ---------------- | ---------------------------------------------------------- |
| Mirsad Fazlagić   | 1992 - 1993      |                                                            |
| Fuad Muzurović    | 1993 - 1998      | 4/5 pentru CM1998                                          |
| Faruk Hadžibegić  | 1999 - 1999      |                                                            |
| Mišo Smajlović    | 1999 - 2002      | 4/6 pentru EURO2000 ; 4/5 pentru CM2002                    |
| Blaž Slišković    | 2002 - 2006      | 4/5 pentru EURO2004 ; 3/6 pentru CM2006                    |
| Fuad Muzurović    | 2006 - 2007      | 4/7 pentru EURO2008                                        |
| Meho Kodro        | 2008 - 2008      |                                                            |
| Miroslav Blažević | 2008 - 2009      | 2/6 Playoff pentru CM2010                                  |
| Safet Sušić       | 2009 - 2014      | 2/6 Playoff pentru EURO2012 ; 1/6 Calificare pentru CM2014 |
| Mehmed Baždarević | 2014 - prezent   | 3/6 Playoff pentru EURO2016 ; (calificare în proces)       |

Pentru jucători ai naționalei Iugoslaviei vedeți Echipa națională de fotbal a Iugoslaviei.

## Recorduri

### Cele mai multe apariții
| #  | Nume               | Perioadă  | Selecții | Goluri |
| -- | ------------------ | --------- | -------- | ------ |
| 1  | Emir Spahić        | 2003–     | 93       | 6      |
| 2  | Edin Džeko         | 2007–     | 89       | 52     |
| 3  | Zvjezdan Misimović | 2004–2014 | 84       | 25     |
| 4  | Vedad Ibišević     | 2007–2017 | 82       | 28     |
| 5  | Miralem Pjanić     | 2008–     | 75       | 12     |
| 6  | Asmir Begović      | 2009–     | 61       | 0      |
| 7  | Senad Lulić        | 2008–     | 57       | 4      |
| 8  | Haris Medunjanin   | 2009–     | 56       | 9      |
| 9  | Elvir Bolić        | 1996–2006 | 51       | 22     |
| 10 | Sergej Barbarez    | 1998–2006 | 48       | 17     |

### Golgheteri
| #  | Nume               | Perioadă  | Goluri | Selecții | Medie |
| -- | ------------------ | --------- | ------ | -------- | ----- |
| 1  | Edin Džeko         | 2007–     | 52     | 89       | 0.58  |
| 2  | Vedad Ibišević     | 2007–2017 | 28     | 82       | 0.34  |
| 3  | Zvjezdan Misimović | 2004–2014 | 25     | 84       | 0.30  |
| 4  | Elvir Bolić        | 1996–2006 | 22     | 51       | 0.43  |
| 5  | Sergej Barbarez    | 1998–2006 | 17     | 48       | 0.35  |
| 6  | Elvir Baljić       | 1996–2005 | 14     | 38       | 0.37  |
| 7  | Miralem Pjanić     | 2008–     | 12     | 75       | 0.16  |
| 8  | Zlatan Muslimović  | 2006–2011 | 12     | 30       | 0.40  |
| 9  | Haris Medunjanin   | 2009–     | 9      | 56       | 0.16  |
| 10 | Milan Đurić        | 2015–     | 7      | 14       | 0.50  |

## Jucători notabili
| Retrași            | Încă activi        |
| Sergej Barbarez    | Edin Džeko         |
| Elvir Bolić        | Zvjezdan Misimović |
| Hasan Salihamidžić | Vedad Ibišević     |
| Elvir Baljić       | Emir Spahić        |
| Meho Kodro         | Sejad Salihović    |
| Mirsad Hibić       | Zlatan Bajramović  |
| Vedin Musić        | Miralem Pjanić     |
| Saša Papac         | Kenan Hasagić      |
| Muhamed Konjić     | Elvir Rahimić      |
| Mirsad Bešlija     | Zlatan Muslimović  |

## Rezultate
Mecirile disputate în ultimele 12 luni și imediat următoare.
| Bosnia și Herțegovina                                         | 5–0                         | Estonia |
| ------------------------------------------------------------- | --------------------------- | ------- |
| Spahić 7', 90+2' Džeko 23' (pen.) Medunjanin 71' Ibišević 83' | Report (FIFA) Report (UEFA) |         |

| Belgia                                                      | 4–0                         | Bosnia și Herțegovina |
| ----------------------------------------------------------- | --------------------------- | --------------------- |
| Spahić 26' (o.g.) Hazard 29' Alderweireld 60' R. Lukaku 79' | Report (FIFA) Report (UEFA) |                       |

| Bosnia și Herțegovina | 2–0                         | Cipru |
| --------------------- | --------------------------- | ----- |
| Džeko 70', 81'        | Report (FIFA) Report (UEFA) |       |

| Grecia          | 1–1                         | Bosnia și Herțegovina |
| --------------- | --------------------------- | --------------------- |
| Tzavellas 90+5' | Report (FIFA) Report (UEFA) | Pjanić 32'            |

| Bosnia și Herțegovina                                   | 5–0                         | Gibraltar |
| ------------------------------------------------------- | --------------------------- | --------- |
| Ibišević 4', 43' Vršajević 52' Višća 56' Bičakčić 90+4' | Report (FIFA) Report (UEFA) |           |

| Bosnia și Herțegovina | 0–0                         | Grecia |
| --------------------- | --------------------------- | ------ |
|                       | Report (FIFA) Report (UEFA) |        |

| Cipru                                | 3–2                         | Bosnia și Herțegovina |
| ------------------------------------ | --------------------------- | --------------------- |
| Christofi 65' Laban 67' Sotiriou 76' | Report (FIFA) Report (UEFA) | Šunjić 33' Višća 44'  |

| Gibraltar | 0–4                         | Bosnia și Herțegovina              |
| --------- | --------------------------- | ---------------------------------- |
|           | Report (FIFA) Report (UEFA) | Džeko 35', 85' Kodro 66' Lulić 84' |

| Bosnia și Herțegovina              | 3–4                         | Belgia                                               |
| ---------------------------------- | --------------------------- | ---------------------------------------------------- |
| Medunjanin 30' Višća 39' Đumić 82' | Report (FIFA) Report (UEFA) | Meunier 4' Batshuayi 59' Vertonghen 68' Carrasco 83' |

| Estonia     | 1–2                         | Bosnia și Herțegovina |
| ----------- | --------------------------- | --------------------- |
| Antonov 75' | Report (FIFA) Report (UEFA) | Hajrović 48', 84'     |

## Lotul curent

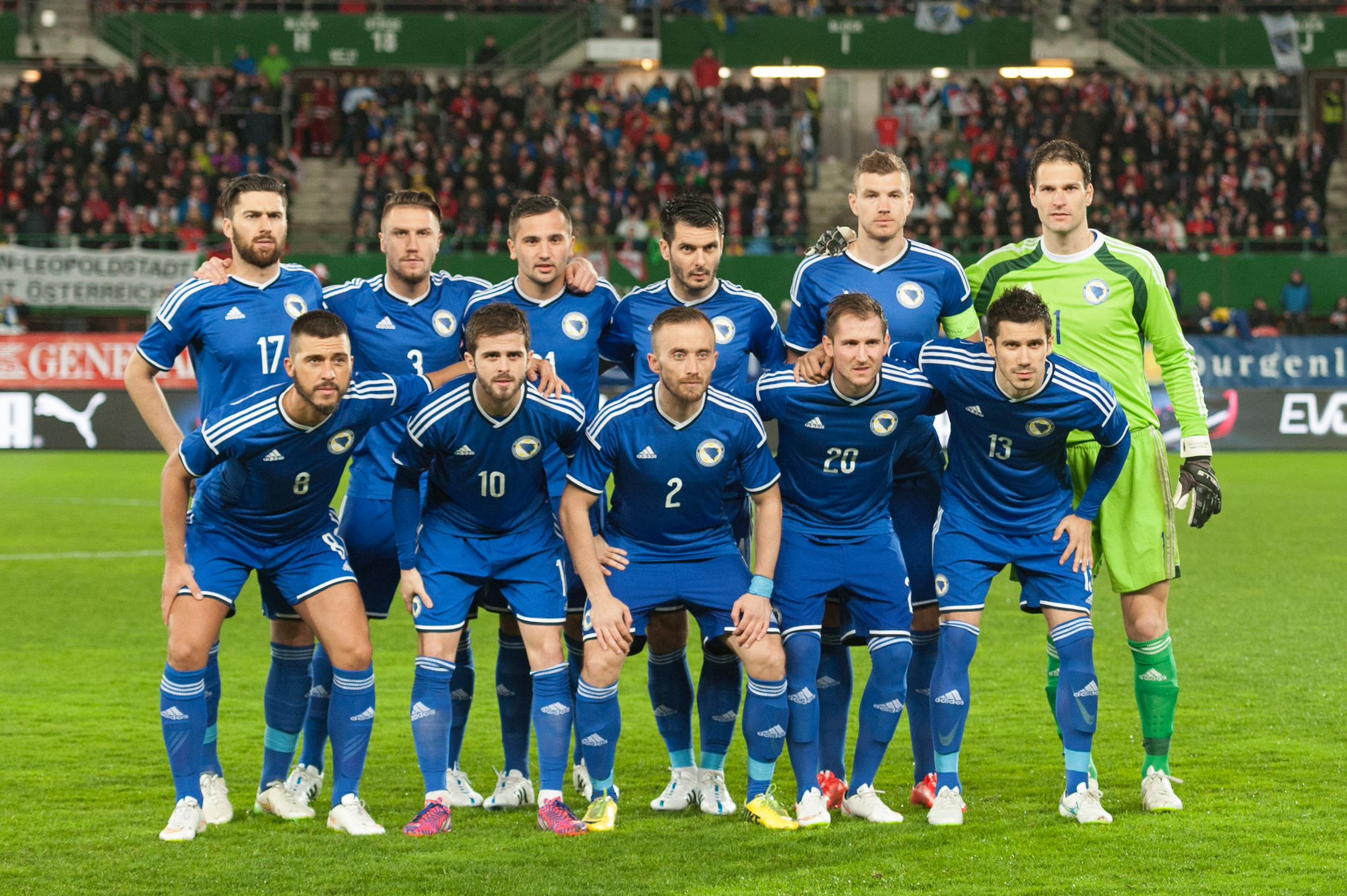
2015

Jucători convocați pentru meciurile din Preliminariile Campionatului European de Fotbal 2020 cu  Finlanda și  Italia pe 8 și 11 iunie 2019.
Meciuri și goluri la data de 11 iunie 2019 după meciul cu  Italia.
| Nr. | Poz. | Jucător                             | Data nașterii (vârsta)         | Selecții | Goluri | Club                |
| --- | ---- | ----------------------------------- | ------------------------------ | -------- | ------ | ------------------- |
| 12  | P    | Ibrahim Šehić                       | 2 septembrie 1988 (36 de ani)  | 22       | 0      | BB Erzurumspor      |
| 22  | P    | Kenan Pirić                         | 7 iulie 1994 (30 de ani)       | 1        | 0      | Maribor             |
| 1   | P    | Vladan Kovačević                    | 11 aprilie 1998 (26 de ani)    | 0        | 0      | Sarajevo            |
|     |      |                                     |                                |          |        |                     |
| 15  | F    | Toni Šunjić                         | 15 decembrie 1988 (36 de ani)  | 39       | 1      | Dinamo Moscova      |
| 17  | F    | Ervin Zukanović                     | 11 februarie 1987 (38 de ani)  | 36       | 0      | Genoa               |
| 3   | F    | Ermin Bičakčić                      | 24 ianuarie 1990 (35 de ani)   | 29       | 3      | 1899 Hoffenheim     |
| 2   | F    | Eldar Ćivić                         | 28 mai 1996 (28 de ani)        | 8        | 0      | Sparta Praga        |
| 4   | F    | Darko Todorović                     | 5 mai 1997 (27 de ani)         | 8        | 0      | Red Bull Salzburg   |
| 5   | F    | Bojan Nastić                        | 6 iulie 1994 (30 de ani)       | 4        | 0      | Genk                |
| 6   | F    | Samir Memišević                     | 13 august 1993 (31 de ani)     | 2        | 0      | Groningen           |
|     |      |                                     |                                |          |        |                     |
| 10  | M    | Miralem Pjanić (al treilea căpitan) | 2 aprilie 1990 (34 de ani)     | 87       | 13     | Juventus            |
| 8   | M    | Edin Višća                          | 17 februarie 1990 (35 de ani)  | 46       | 9      | İstanbul Bașakșehir |
| 7   | M    | Muhamed Bešić                       | 10 septembrie 1992 (32 de ani) | 40       | 0      | Everton             |
| 9   | M    | Haris Duljević                      | 16 noiembrie 1993 (31 de ani)  | 19       | 1      | Dynamo Dresden      |
| 13  | M    | Gojko Cimirot                       | 19 decembrie 1992 (32 de ani)  | 18       | 0      | Standard Liège      |
| 21  | M    | Elvis Sarić                         | 21 iulie 1990 (34 de ani)      | 14       | 1      | Suwon Bluewings     |
| 20  | M    | Goran Zakarić                       | 7 noiembrie 1992 (32 de ani)   | 11       | 0      | Partizan            |
| 23  | M    | Deni Milošević                      | 9 martie 1995 (30 de ani)      | 6        | 1      | Konyaspor           |
| 19  | M    | Mario Vrančić                       | 23 mai 1989 (35 de ani)        | 6        | 0      | Norwich City        |
| 14  | M    | Amer Gojak                          | 13 februarie 1997 (28 de ani)  | 6        | 0      | Dinamo Zagreb       |
|     |      |                                     |                                |          |        |                     |
| 11  | A    | Edin Džeko (căpitan)                | 17 martie 1986 (39 de ani)     | 103      | 56     | Roma                |
| 16  | A    | Riad Bajić                          | 6 mai 1994 (30 de ani)         | 10       | 0      | Konyaspor           |
| 18  | A    | Smail Prevljak                      | 10 mai 1995 (29 de ani)        | 1        | 0      | Red Bull Salzburg   |

## Performanțele cu alte țări
| Oponent    | Meciuri | Câștigate | Egaluri | Pierdute | Goluri pentru | Goluri împotriva | Diferența de goluri |
| ---------- | ------- | --------- | ------- | -------- | ------------- | ---------------- | ------------------- |
| Portugalia | 2       | 0         | 0       | 2        | 0             | 2                | -2                  |
| Macedonia  | 5       | 1         | 3       | 1        | 8             | 8                | =0                  |
| Spania     | 91      | 33        | 2       | 47       | 1231          | 125              | -98                 |
| Serbia     | 3       | 0         | 1       | 2        | 0             | 3                | -3                  |
| Danemarca  | 4       | 2         | 1       | 1        | 6             | 3                | +3                  |
| Ungaria    | 4       | 0         | 2       |          |               |                  |                     |

### 2
| 3              | 6   | -3 |    |    |     |     |      |
| Estonia        | 5   | 3  | 1  | 1  | 14  | 3   | +11  |
| Malta          | 4   | 3  | 0  | 1  | 9   | 4   | +5   |
| Croația        | 4   | 0  | 0  | 4  | 6   | 14  | -8   |
| Iran           | 6   | 1  | 1  | 4  | 10  | 17  | -7   |
| Grecia         | 4   | 0  | 0  | 4  | 2   | 11  | -9   |
| Slovenia       | 3   | 3  | 0  | 0  | 7   | 4   | +3   |
| Liechtenstein  | 3   | 2  | 1  | 0  | 8   | 0   | +8   |
| Malaezia       | 3   | 2  | 1  | 0  | 5   | 2   | +3   |
| Luxemburg      | 3   | 3  | 0  | 0  | 5   | 1   | +4   |
| Norvegia       | 4   | 2  | 0  | 2  | 3   | 5   | -2   |
| Lituania       | 4   | 2  | 1  | 1  | 6   | 5   | -1   |
| Turcia         | 5   | 2  | 1  | 2  | 7   | 5   | +2   |
| San Marino     | 2   | 2  | 0  | 0  | 6   | 1   | +5   |
| Germania       | 1   | 0  | 1  | 0  | 1   | 1   | =0   |
| Uzbekistan     | 2   | 0  | 1  | 1  | 1   | 2   | -1   |
| Scoția         | 2   | 0  | 0  | 2  | 1   | 3   | -2   |
| Israel         | 2   | 0  | 1  | 1  | 1   | 3   | -2   |
| Insulele Feroe | 2   | 1  | 1  | 0  | 3   | 2   | +1   |
| Cehia          | 2   | 0  | 0  | 2  | 1   | 6   | -5   |
| Albania        | 2   | 0  | 1  | 1  | 0   | 2   | -2   |
| Iordania       | 2   | 1  | 1  | 0  | 2   | 1   | +1   |
| Austria        | 2   | 0  | 1  | 1  | 1   | 3   | -2   |
| Japonia        | 2   | 0  | 1  | 1  | 2   | 5   | -3   |
| România        | 4   | 1  | 0  | 3  | 2   | 9   | -7   |
| Moldova        | 2   | 0  | 1  | 1  | 2   | 3   | -1   |
| Franța         | 2   | 0  | 1  | 1  | 2   | 3   | -1   |
| Italia         | 1   | 1  | 0  | 0  | 2   | 1   | +1   |
| Țara Galilor   | 1   | 0  | 1  | 0  | 2   | 2   | =0   |
| Finlanda       | 1   | 1  | 0  | 0  | 1   | 0   | +1   |
| Bulgaria       | 1   | 0  | 0  | 1  | 1   | 2   | -1   |
| Armenia        | 2   | 2  | 0  | 0  | 6   | 1   | +5   |
| Azerbaidjan    | 1   | 1  | 0  | 0  | 1   | 0   | +1   |
| Slovacia       | 1   | 1  | 0  | 0  | 1   | 0   | +1   |
| Uruguay        | 1   | 1  | 0  | 0  | 3   | 2   | +1   |
| Chile          | 1   | 1  | 0  | 0  | 1   | 0   | +1   |
| Argentina      | 1   | 0  | 0  | 1  | 0   | 5   | -5   |
| Vietnam        | 1   | 1  | 0  | 0  | 4   | 0   | +4   |
| Indonezia      | 1   | 1  | 0  | 0  | 2   | 0   | +2   |
| China          | 1   | 0  | 0  | 1  | 0   | 3   | -3   |
| Qatar          | 1   | 0  | 0  | 1  | 0   | 2   | -2   |
| Bangladesh     | 1   | 1  | 0  | 0  | 2   | 0   | +2   |
| Bahrain        | 1   | 1  | 0  | 0  | 1   | 0   | +1   |
| Polonia        | 1   | 0  | 0  | 1  | 0   | 1   | -1   |
| Coreea de Sud  | 1   | 0  | 0  | 1  | 0   | 2   | -2   |
| Oman           | 1   | 1  | 0  | 0  | 2   | 1   | +1   |
| Tunisia        | 1   | 0  | 0  | 1  | 1   | 2   | -1   |
| Zimbabwe       | 1   | 0  | 1  | 0  | 2   | 2   | =0   |
| Africa de Sud  | 1   | 1  | 0  | 0  | 4   | 2   | +2   |
| Brazilia       | 1   | 0  | 0  | 1  | 0   | 1   | -1   |
| 56 de Țări     | 127 | 47 | 27 | 53 | 170 | 183 | 0.20 |